# Thống nhất Việt Nam
Thống nhất Việt Nam là sự hợp nhất về chế độ chính trị và quản lý hành chính đối với các lãnh thổ của người Việt Nam. Việt Nam từ khi giành độc lập thoát khỏi ách thống trị của Trung Quốc vào thế kỷ thứ 10 đã không ngừng diễn ra việc mở rộng, phân chia và thống nhất. Lần thống nhất gần nhất là vào năm 1975.

## Lịch sử

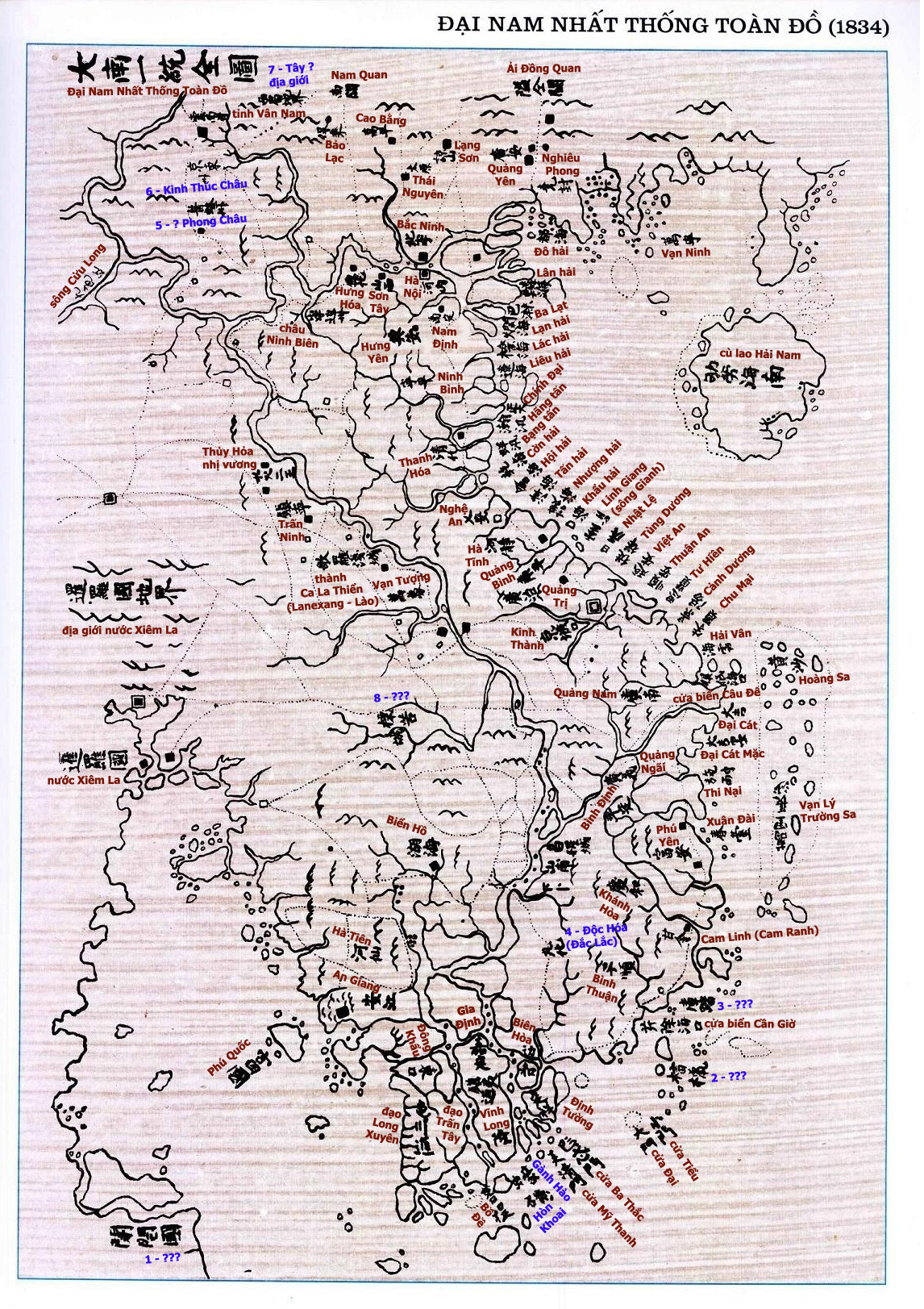
Đại Nam Nhất Thống Toàn Đồ do Phan Huy Chú biên soạn các năm 1834-1838.

Sự thống nhất của người Việt được sử sách ghi nhận sớm nhất đã diễn ra vào thời cổ đại, 15 bộ lạc Lạc Việt đã liên kết lại với nhau dưới quyền lực của Hùng Vương để hợp lực trị thủy trên vùng đồng bằng sông Hồng và chống xâm lấn. Sau đó, người Âu Việt thống nhất với người Lạc Việt. Kể từ thế kỷ 10, sau khi thoát li khỏi Trung Quốc, có một thời gian ngắn Đại Việt độc lập đã tan vỡ thành 12 vùng cát cứ của các sứ quân, sau đó được Đinh Bộ Lĩnh thống nhất, người sau này trở thành hoàng đế đầu tiên của Việt Nam. Đầu thế kỷ 16, Đại Việt bị chia đôi bởi nhà Mạc và nhà Lê, đến cuối thế kỷ thì thống nhất dưới quyền lực của họ Trịnh.
Trong nhiều thế kỷ, những di dân người Việt đã đi về phía Nam từng bước kiến tạo nên vùng đất mà sau này được gọi là Đàng Trong tồn tại bên cạnh lãnh thổ Đại Việt ban đầu. Thống nhất miền Bắc Việt Nam và miền Nam Việt Nam đã dẫn đến hình dạng lãnh thổ của Việt Nam như ngày nay; quá trình thống nhất này liên quan đến quá trình mở rộng lãnh thổ về phía Nam của người Việt và sự kết hợp giữa hai miền vào làm một. Đã có ba lần miền Bắc Việt Nam và miền Nam Việt Nam thống nhất với nhau. Lần thứ nhất khi phong trào Tây Sơn dưới sự chỉ huy của Nguyễn Huệ đánh đổ chúa Nguyễn ở miền Nam và đánh đổ chúa Trịnh ở miền Bắc, chấm dứt Trịnh – Nguyễn phân tranh. Lần thứ hai, vào năm 1802, khi Gia Long hoàng đế - vua nhà Nguyễn mang 25 vạn quân ra Bắc tiêu diệt tàn quân Tây Sơn nhất thống lãnh thổ. Lần thứ ba, lần này Việt Nam không thống nhất từ các lực lượng phía Nam mà từ các lực lượng phía Bắc. Phong trào Cách mạng của Đảng Cộng sản Việt Nam đã thành công trong việc thống nhất hai miền vào năm 1975.